# Nykvarn
Nykvarn er et byområde i Stockholms kommun i Sverige. I 2010 var indbyggertallet 6.497.